# Mij zijn
Mij zijn is een lied van de Nederlandse rapper Mula B. Het werd in 2022 als single uitgebracht en stond in hetzelfde jaar als vierde track op het album Prix d'ami.

## Achtergrond
Mij zijn is geschreven door Hicham Gieskes, Iliass Takditi en Rangel Silaev en geproduceerd door IliassOpDeBeat. Het is een nummer dat past in het genre nederhop. In het lied rapt Mula B over de negatieve dingen in z'n leven. Hij geeft anderen redenen waarom het niet leuk zou zijn als zij hem zouden zijn. 
Het nummer werd als single uitgebracht met twee nummers op de B-kant. Dit waren twee eerder uitgebrachte nummers van Mula B, namelijk Coke in de uitverkoop met Trobi en het solonummer Faktap broeder.

## Hitnoteringen
De artiest had bescheiden succes met het lied in Nederland. Het kwam tot de 46e plaats van de Single Top 100 in de vier weken dat het in deze hitlijst te vinden was. De Top 40 en haar Tipparade werden niet bereikt.